# Mas d'en Tolsanas
Mas d'en Tolsanas és un antic edifici, o mas, situat al paratge de Setcases, al municipi de Llançà, a l'Alt Empordà.
És el darrer mas de Llançà que resta habitat. Els seus ocupants són els mateixos descendents dels masovers que van arribar al mas a finals del segle xix. D'ençà del segle xiv, en què es coneix la seva existència, fins al segle xvii, els seus propietaris foren la nissaga Poch. El 1618 la darrera pubilla, Guiomar, filla de Bernat Poch, contragué matrimoni amb el pagès occità Joan Miquel Tolsanas, nascut a Garda, al bisbat d'Albi. El 1637 hi ha constància escrita d'aquest fet i dels seus orígens pel mateix Tolsanas. Durant la seva història va patir diverses vicissituds, com la captura de tot el bestiar per les tropes espanyoles, durant la Guerra dels Segadors. Actualment, només resta en bon estat la part habitada del mas, que ha estat ampliada amb la restauració de l'antic paller, traslladat a l'actual edifici aïllat. Els primitius corrals resten mig arruïnats i algun d'ells sense teulada. Dels baixos es conserva en peu la cort de vaques i dels animals per llaurar. L'era de batre el blat actualment és el pati.